# Philoliche discors
Philoliche discors är en tvåvingeart som först beskrevs av Austen 1920.  Philoliche discors ingår i släktet Philoliche och familjen bromsar.
Artens utbredningsområde är Angola. Inga underarter finns listade i Catalogue of Life.